# Josef Gočár
Josef Gočár (Semín, 1880. március 13. – Jičín, 1945. szeptember 10.) cseh építész.

## Élete
1880-ban született a Pardubicétől  nyugatra, az Elba mentén épült Semínben. Édesapja a hívő katolikus Alois Gočár sörfőző volt.
A középiskolát Pardubicében, majd Prágában,az Iparművészeti Iskolában tanult — kezdetben magántanulóként Jan Kotěra műtermében, majd professzorának speciális iskolájában. Közben 1916–1919 között a hadseregben szolgált, majd feleségül vette a pardubicei Maria Chladovát (* 1899). Fiuk, Jiří Gočár idővel maga is építész lett.
1911-ben társaival megalapította a Vizuális Művészek Csoportját. Már egyetemistaként vállalt megbízásokat.
1923-ban, mentorának halála után a Prágai Képzőművészeti Akadémia professzorává nevezték ki. 1928-ban őt választották rektorrá, ezt a tisztséget 1931-ig töltötte be. Ezután nyugdíjba vonulásáig (1939-ig) ismét tanárként dolgozott ott, emellett A zlíni Baťa cég foglalkoztatta építészként. 1926-ban a francia becsületrenddel tüntették ki, és ebben az évben a később kettévált Cseh Tudományos és Művészeti Akadémia is tagjai közé választotta.
Hamvait Vyšehrad temetőjében, a Slavínban helyezték el.

## Munkássága
Pályakezdőként Hradec Královéban közreműködött az úgynevezett sgraffito-házak munkáiban.
1908-ban kilépett Jan Kotěra műterméből és önállósodott. Első saját terve a Krucemburkban, Josef Binko számára épült Vörös villa volt, ezt követte Brnóban a Jarušek-ház. 1909–1910 között készült első nagyobb tervezete, a-i P. Marie templom lépcsőháza Hradec Královében és a jaroměři Wenke áruház. Ugyancsak 1910-ben épült Lázně Bohdanečben az általa tervezett vasbeton víztorony.
1910–1919 között számítjuk kubista korszakát; Pavel Janákkal együtt őt tekintik a rondokubizmus, e sajátosan cseh irányzat megalapítójának. Ekkor készült leghíresebb prágai munkája, a Fekete Madonna ház teljes átépítése.
Az 1920-as évek első felében leginkább a várostervezés kötötte le Hradec Královéban. Fokozatosan kidolgozta a város fejlesztési tervét, ennek részeként a rakpart szabályozásának tervét, a Labská kotlina építkezését, az iskolatömböket, a városközpontot (a mai Ulrich tér környékét). Megtervezte a belváros forgalmát elvezető külső körgyűrűt és a hozzá vezető, zöldövezeti lakónegyedekkel szegélyezett sugárutakat.
Professzorként funkcionalista-konstruktivista szellemben dolgozott. Szigorúan konstruktivista stílusban tervezte az 1925-ös párizsi világkiállítás cseh pavilonját, és ezzel elnyerte a kiállítás Nagydíját.

## Galéria

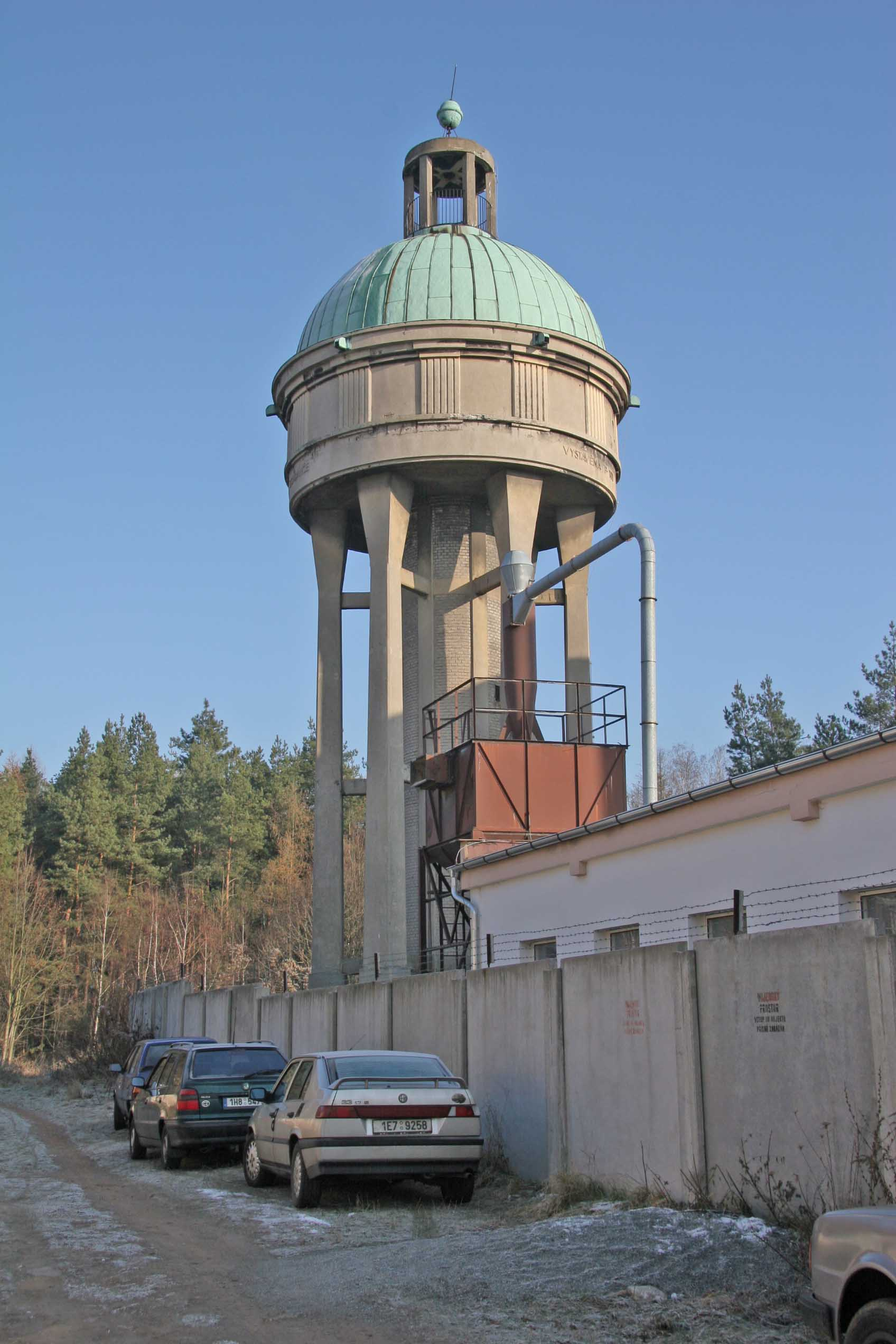
Vodojem v A víztorony Lázně Bohdanečben
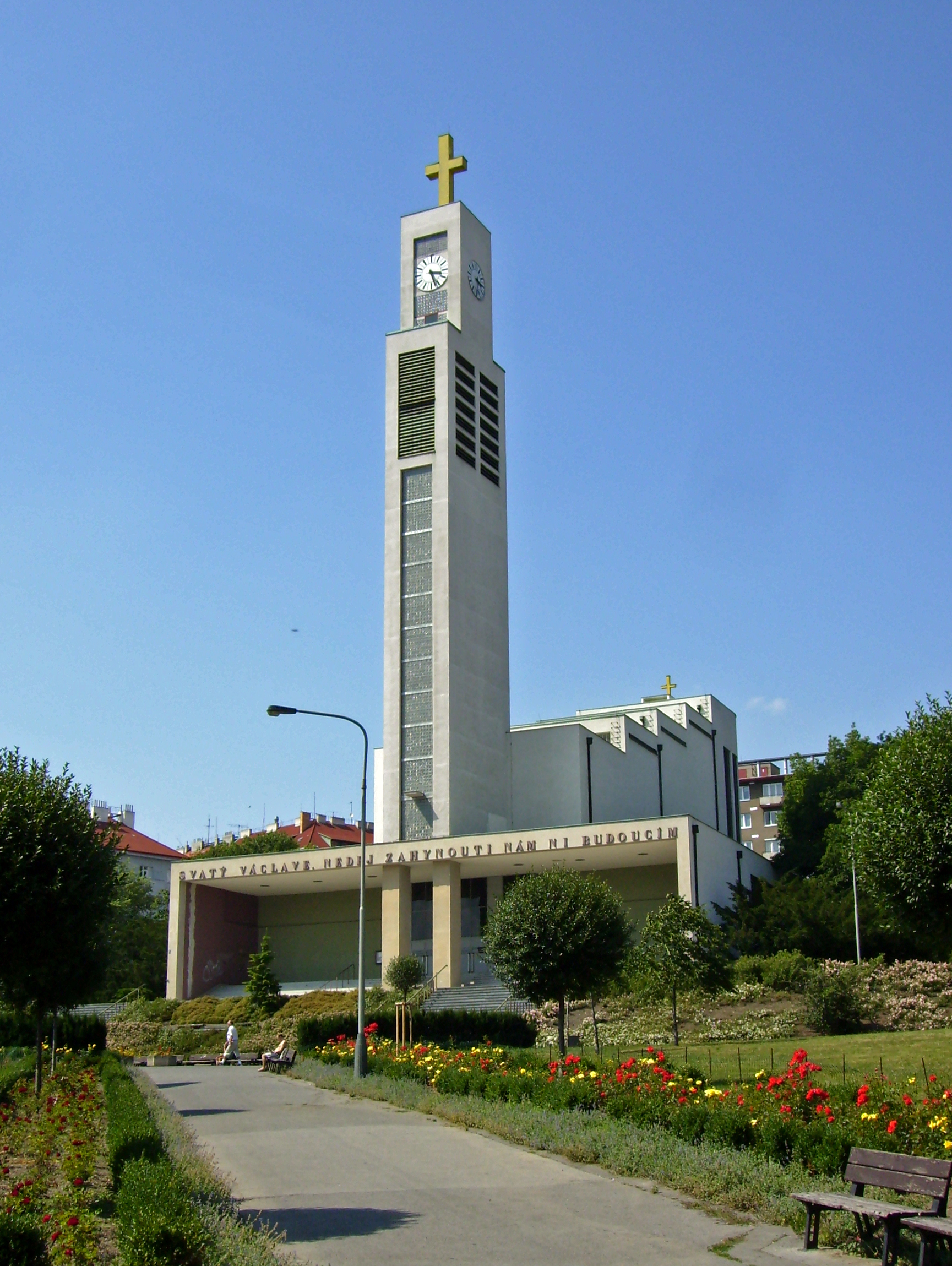
A Szent Vencel-templom Prága Vršovicenegyedében
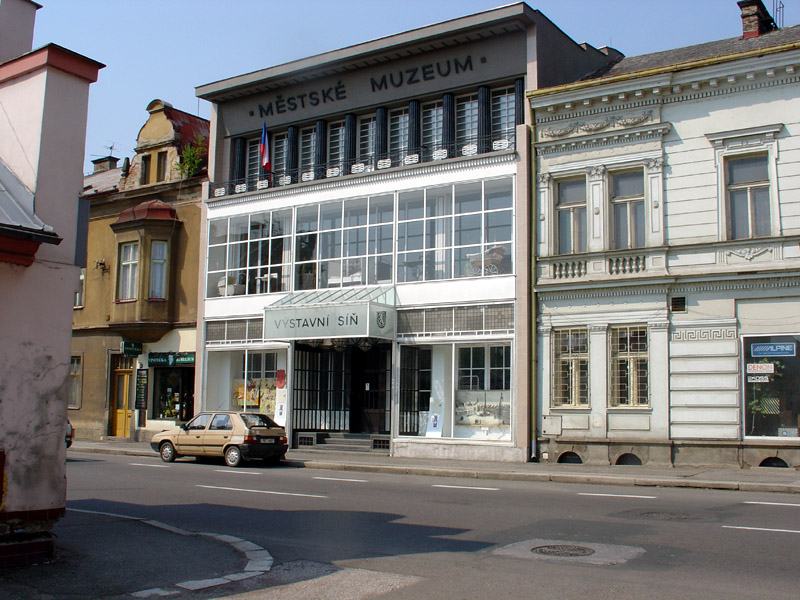
A Wenke áruház (jelenleg helytörténeti múzeum) Jaroměřben
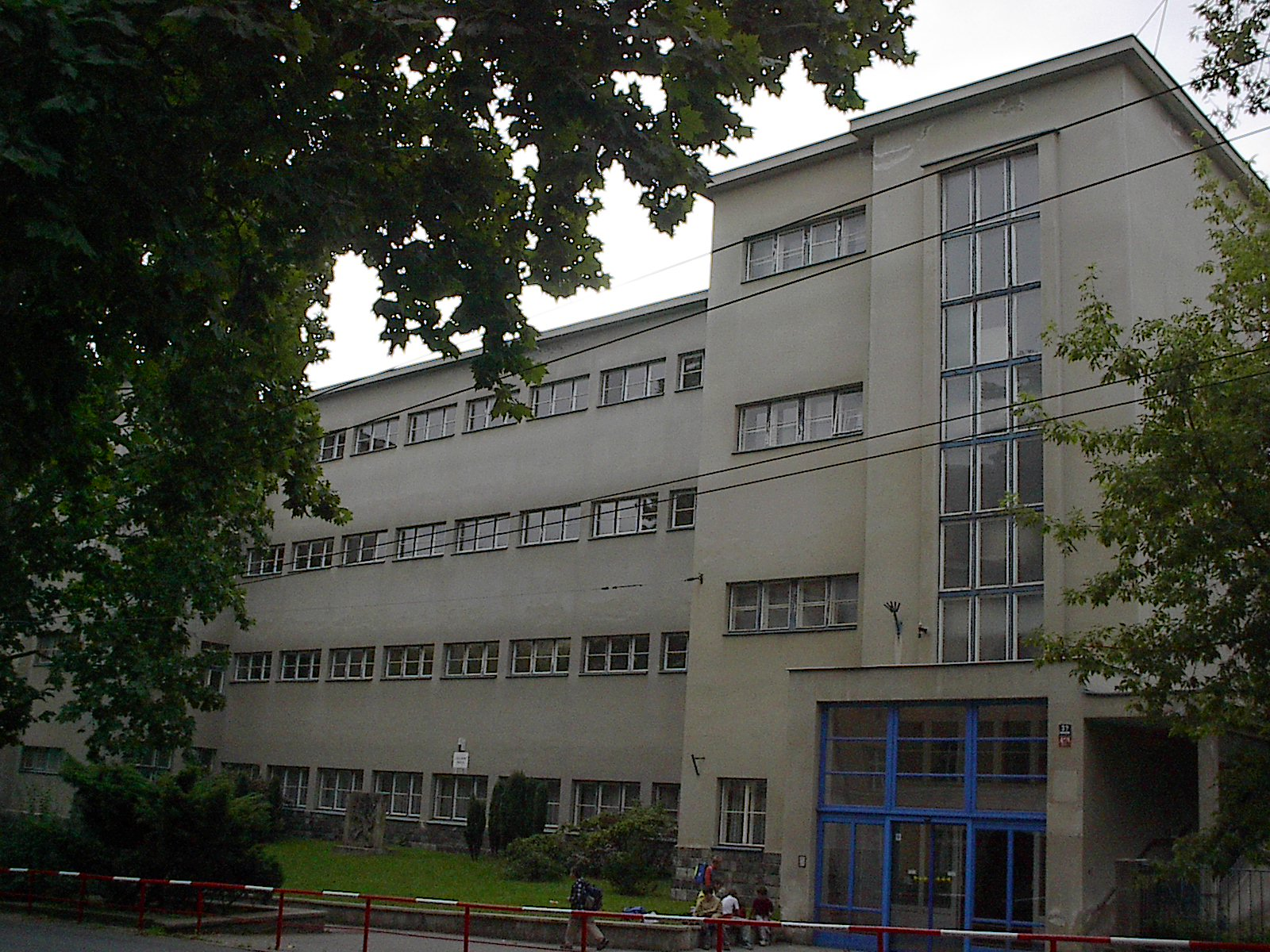
Kisebbségi polgári és általános iskola Ústí nad Labemben
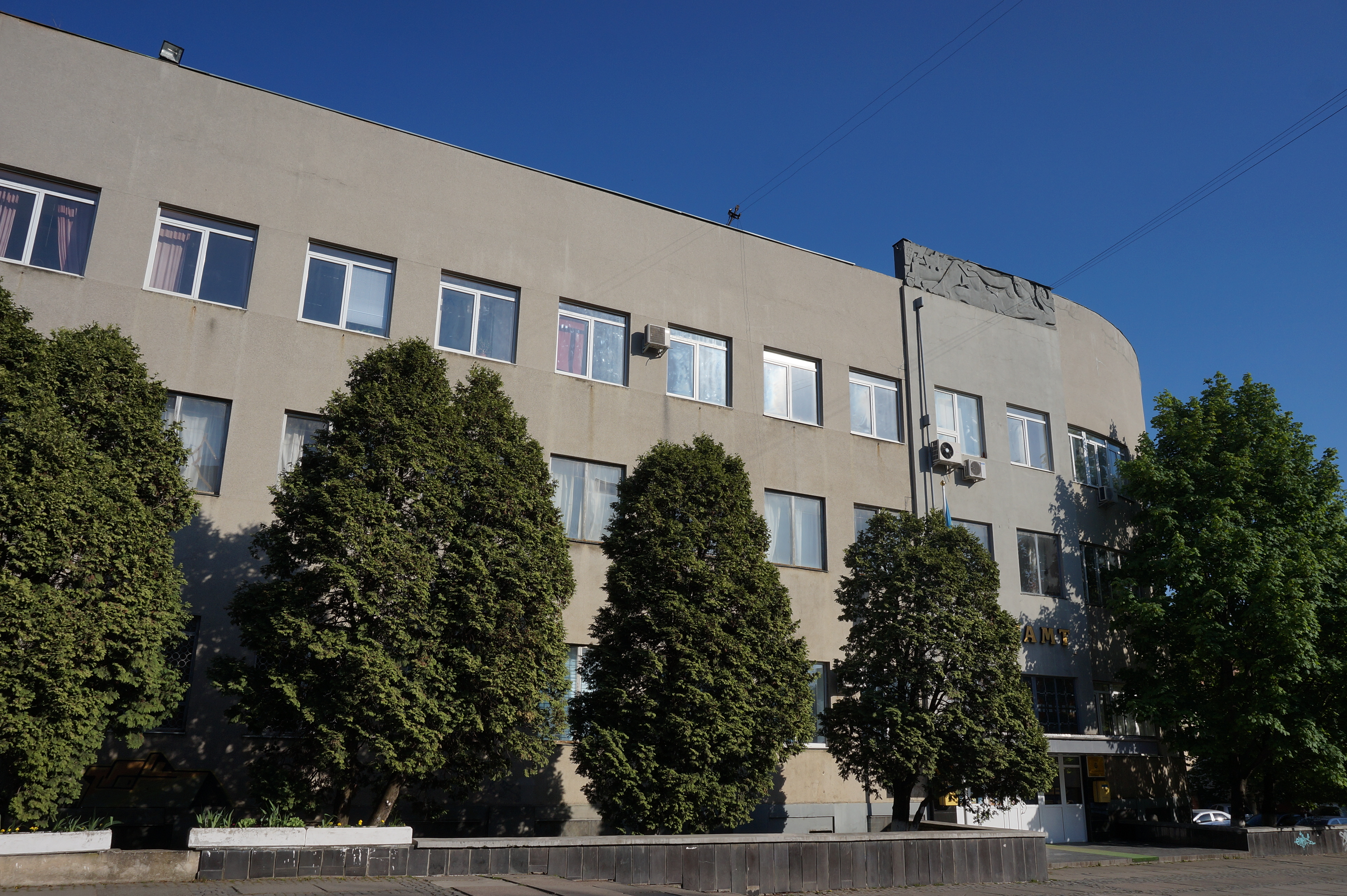
Az ungvári Főposta
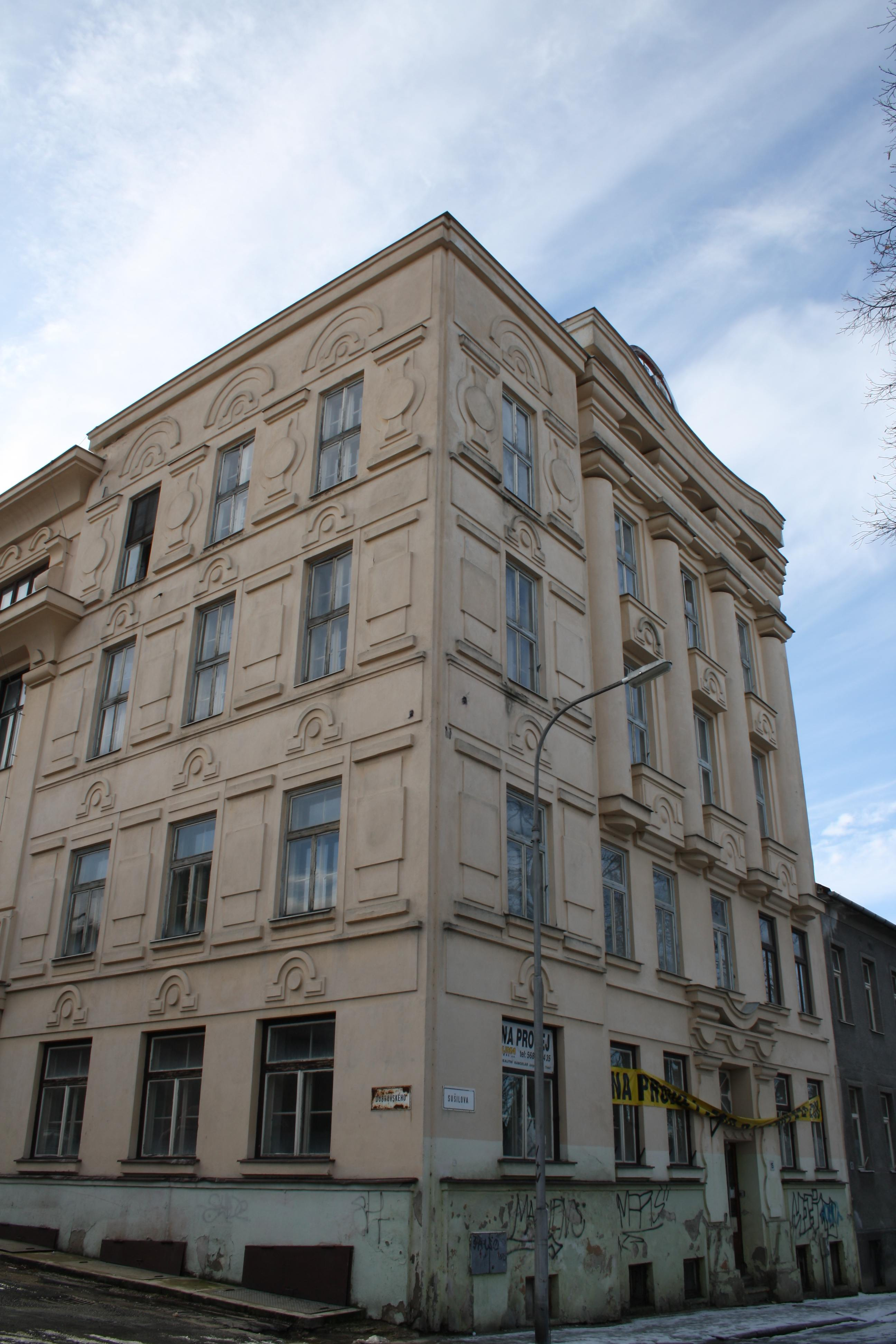
Továrna UP závodů v Třebíči

## Fordítás
Ez a szócikk részben vagy egészben  a   Josef Gočár című cseh Wikipédia-szócikk ezen változatának fordításán alapul.  Az eredeti cikk szerkesztőit annak laptörténete sorolja fel. Ez a jelzés csupán a megfogalmazás eredetét és a szerzői jogokat jelzi, nem szolgál a cikkben szereplő információk forrásmegjelöléseként.